# Arrayou-Lahitte
Arrayou-Lahitte  là một xã thuộc tỉnh Hautes-Pyrénées trong vùng Occitanie tây nam nước Pháp. Khu vực này có độ cao trung bình 396 mét trên mực nước biển.